# Emma Wikénová
Emma Wikénová (* 1. května 1989 v Åsarna) je švédská běžkyně na lyžích. Je olympijskou vítězkou ve štafetě ze ZOH 2014.

## Největší úspěchy
- ZOH 2014
  - 1. místo – štafeta 4 × 5 km
- MS 2013
  - 2. místo – štafeta 4 × 5 km